# Оренбургский 105-й пехотный полк
105-й пехотный Оренбургский полк — пехотная воинская часть Русской императорской армии.
Старшинство — с 29 июня 1811 г.

## Формирование и кампании полка
Полк ведёт своё начало с 29 июня 1811 г., когда из рот, отчисленных по три от упразднённых Киевского гарнизонного полка и Ахтиарского, Екатеринославского и Смоленского гарнизонных батальонов, был сформирован, в составе трёх батальонов, Пензенский пехотный полк.
Во время Отечественной войны полк состоял в отряде генерал-лейтенанта Пушкина, высланного на Западный Буг для наблюдения границ Варшавского герцогства. В Заграничных кампаниях 1813—1814 гг. полк участвовал в осаде Модлина, в битве под Лейпцигом и в сражениях при Краоне и Лаоне.
Во время русско-турецкой войны 1828—1829 гг. полк участвовал в сражениях у Буланлыка и Шумлы и при взятии Силистрии.
В 1831 г. Пензенский полк принял участие в усмирении польского мятежа и разбил инсургентов 21 мая 1831 г. на реке Овруч.
28 января 1833 г. полк был присоединён к Олонецкому пехотному полку и составил его 3-й, 4-й и 5-й резервные батальоны.
6 апреля 1863 г. из 4-го резервного батальона и бессрочно-отпускных нижних чинов был сформирован двухбатальонный Олонецкий резервный пехотный полк, названный 13 августа 1863 г. Оренбургским пехотным полком и затем был приведён в состав трёх батальонов с тремя стрелковыми ротами. Старшинство полка установлено с 29 июня 1811 г., то есть со времени сформирования старого Пензенского полка.
Полковой праздник — 29 июня.
25 марта 1864 г. полк получил № 105-й. 7 апреля 1879 г. был сформирован 4-й батальон.

### Боевые действия

#### Оренбургский полк всражениях в Восточной Пруссиив 1914-1915 гг.
Полк — активный участник сражений под Сталлупененом и Гумбиненом 4 и 7 августа 1914 г. соответственно.

## Знаки отличия полка
- Полковое Георгиевское знамя с надписью «3а Севастополь в 1854 и 1855 гг.» и «1811—1911», с Александровской юбилейной лентой. Знамя пожаловано 29 июня 1911 г., причём первое отличие унаследовано от Олонецкого полка.
- Знаки на головные уборы с надписью «За Варшаву 25 и 26 августа 1831 г.». Эти знаки были пожалованы батальонам старого Пензенского полка при присоединении их в Олонецкому полку для уравнения в правах.

## Командиры полка

### Старый Пензенский пехотный полк
Шефы:
- 17.01.1811 — 15.05.1811 — полковник Казаринов
- 15.05.1811 — 22.06.1815 — полковник де Сен-Лоран, Василий Иванович

Командиры:
- 14.06.1812 — 31.05.1815 — полковник Воейков, Александр Васильевич
- 22.06.1815 — 30.08.1816 — полковник де Сен-Лоран, Василий Иванович
- 30.08.1816 — 16.03.1819 — полковник Костырко, Дмитрий Васильевич
- 16.03.1819 — 09.12.1820 — полковник Репнинский, Николай Яковлевич
- 30.11.1820 — 02.04.1833 — подполковник (с 25.12.1827 полковник) Савостьянов, Павел Иванович

### Оренбургский пехотный полк
- 21.04.1863[~ 1] — 27.02.1864 — полковник Озеров, Нил Иванович
- 27.02.1864 — 30.08.1873 — полковник Божерянов, Александр Михайлович
- 30.08.1873 — 10.09.1877 — полковник Панютин, Всеволод Фёдорович
- 10.09.1877 — 02.02.1887 — полковник Губин, Александр Михайлович[2]
- 07.02.1887 — 21.12.1893 — полковник барон Меллер-Закомельский, Сергей Николаевич[3]
- 07.01.1894 — 02.05.1896 — полковник (с 14.11.1894 генерал-майор) Байков, Лев Матвеевич[4].
- 24.07.1896 — 01.03.1899 — полковник Флейшер, Николай Николаевич
- 10.04.1899 — 07.08.1900 — полковник Доможиров, Фёдор Дмитриевич[5]
- 02.09.1900 — 21.01.1906 — полковник Исарлов, Илларион Петрович[~ 2][6]
- 21.01.1906 — 18.03.1913 — полковник Российский, Евгений Александрович
- 23.03.1913 — 04.08.1914[~ 3] — полковник Комаров, Пётр Дмитриевич
- 12.08.1914 — 03.02.1915[~ 4] — полковник Ранхнер, Константин Фердинандович
- 24.04.1915 — 29.08.1915 — полковник Лучинин, Владимир Васильевич[7]
- 09.09.1915 — после 01.08.1916 — полковник Савинов, Фёдор Николаевич

## Другие формирования этого имени
- Оренбургские казачьи полки — см. Оренбургское казачье войско
- Оренбургские линейные батальоны — первые из них были сформированы в конце XVIII века, и их формирование продолжалось до середины 1870-х гг. Впоследствии эти батальоны пошли на формирование Туркестанских и Закаспийских стрелковых полков.
- Оренбургский стрелковый батальон — сформирован 21 февраля 1865 г., в 1867 г. переименован в Туркестанский стрелковый батальон, в годы Первой мировой войны был развёрнут в 1-й Туркестанский стрелковый полк.
- Оренбургский драгунский полк — сформирован в середине XVIII в., 17 декабря преобразован в Оренбургский уланский полк; упразднён в 1851 г. — по одному дивизиону было присоединено к Белгородскому уланскому и Украинскому гусарскому полкам, остальные дивизионы полностью расформированы.
- Оренбургский гарнизонный полк — сформирован 19 февраля 1711 г. как Казанской губернии Уфимский гарнизонный полк, в 1764 г. полк разделён на два отдельных Оренбургских пограничных батальона, впоследствии преобразованных в №№ 1-й и 2-й полевые Оренбургские полки, 4 марта 1800 г. эти батальоны снова были объединены под именем Оренбургского гарнизонного полка. После нескольких переименований и преобразований основная часть полка пошла на формирование в 1867 г. 2-го Туркестанского линейного батальона (впоследствии 9-й Туркестанский стрелковый полк).

## Комментарии
1. ↑  До 13.08.1863 — как командир Олонецкого резервного пехотного полка.
2. ↑  В источниках имя полковника Исарлова (католика по исповеданию) указывается различно: как Илларион в списках по старшинству, но как Константин в Памятных книжках Виленской губернии за 1902-1906 годы.
3. ↑  Погиб в ходе боев в Восточной Пруссии. Высочайшим приказом от 12.08.1914 исключен из списков убитым.
4. ↑  Попал в плен в ходе Августовской операции. Высочайшим приказом от 24.04.1915 исключен из списков без вести пропавшим.